# Włodzimierz Pianka
Włodzimierz Pianka (ur. 9 sierpnia 1937 w Wołominie, zm. 17 listopada 2022 w Warszawie) – polski językoznawca, profesor nauk humanistycznych od 2002, macedonista, członek Macedońskiej Akademii Nauki i Sztuki.
Wykładowca Uniwersytetu Śląskiego oraz Instytutu Slawistyki Zachodniej i Południowej Wydziału Polonistyki Uniwersytetu Warszawskiego. Slawista specjalizujący się w macedonistyce. Afirmator macedońskiej kultury i sztuki. Członek Towarzystwa Naukowego Warszawskiego. 
W latach 1959–1967 był pierwszym lektorem języka polskiego na Uniwersytecie Świętych Cyryla i Metodego w Skopju, gdzie przygotował podręcznik języka dla studentów macedońskich. Tutaj także przygotował dwie prace naukowe: doktorską Toponomastikata na Ochridsko-prespanskiot bazen i habilitacyjną Macedońskie imiona osobowe kotliny Azot, obie obronione na Uniwersytecie Warszawskim. W latach 1979–1981 kierownik Zakładu Filologii Słowiańskiej, którą przekształcił w Katedrę Filologii Słowiańskiej Uniwersytetu Śląskiego. Z chwilą wybuchu stanu wojennego w 1981 roku pozostał w Austrii, podejmując pracę naukową na Uniwersytecie Wiedeńskim. Doktor honoris causa Uniwersytetu Świętych Cyryla i Metodego w Skopju. Odznaczony Medalem za Zasługi dla Republiki Macedonii. Pochowany na cmentarzu parafialnym przy ul. Kościuszki w Piasecznie.  
Jego żoną była dr Agnieszka Hofman-Pianka (ur. 3 września 1953, zm. 2 sierpnia 2003), slawistka, dziennikarka współpracująca m.in. z Radiem Wolna Europa i Katolicką Agencją Informacyjną. W 2003 r. obroniła pracę doktorską Socjolingwistyczne aspekty współczesnego języka bośniackiego. Oboje małżonkowie byli wolontariuszami Fundacji im. Brata Alberta. Mieli dwoje dzieci: Jędrzeja i Joannę.    

## Publikacje
- Потеклото и развојот на граматичката категорија род во словенските јазици. Македонски јазик, Том LІІІ, Скопје, 2002, стр. 1-30. 
(Polski: Powstania i rozwoju gramatycznej kategorii rodzaju w językach słowiańskich. Język macedoński)
- Gramatyka konfrontatywna języków słowiańskich. Т. I, Rozdz. I Grafematyka i II Fonetyka. Śląsk, Katowice 2000, 307 s. (wspólnie z prof. E. Tokarzem)